# M167火神式防空炮

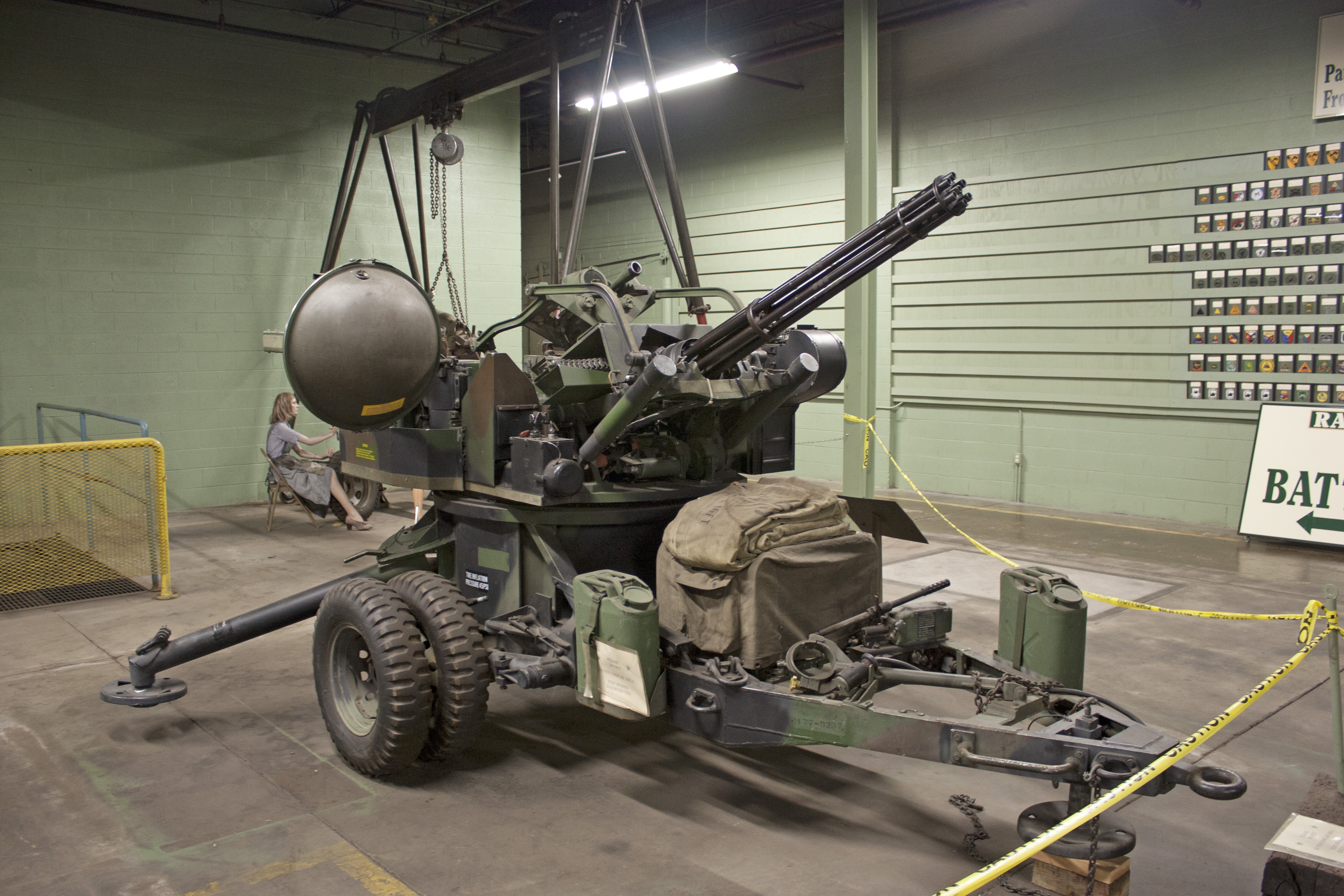
M167火神式防空炮

M167火神空防系統（M167 Vulcan Air Defense System；美方簡稱VADS）是一種美國陸軍所使用的拖曳式短距離防空砲。
其設計與使用目的在於提供推進之部隊與後方重要據點低空空防上的保護，並且其威力也可對輕裝甲車輛進行射擊與以摧毀。目前M167火神防空砲已經退出美軍編裝。
M167防空砲A2型為由加強火控（副）系統（fire control subsystem）之改良型，A2型之火控系統最大不同在於瞄準具由傳統十字交叉刻線光學鏡片改為校正式瞄準框，並且由數位式數據計算機成像於目鏡上；方位驅動總成也加上同步驅動能力。另外據說其電子設備還具有位元式運作系統。
美軍服役的M167火神防空砲於1994年起被M1097「復仇者」防空飛彈系統給汰換，但是軍售國外的M167目前多仍在服役。

## 使用國家
- 比利时
- 智利
- 埃及
- 以色列
- 日本
- 摩洛哥
- 沙烏地阿拉伯
- 苏丹
- 泰國
- 美国
- 乌拉圭
- 葉門